# Santa Bibiana

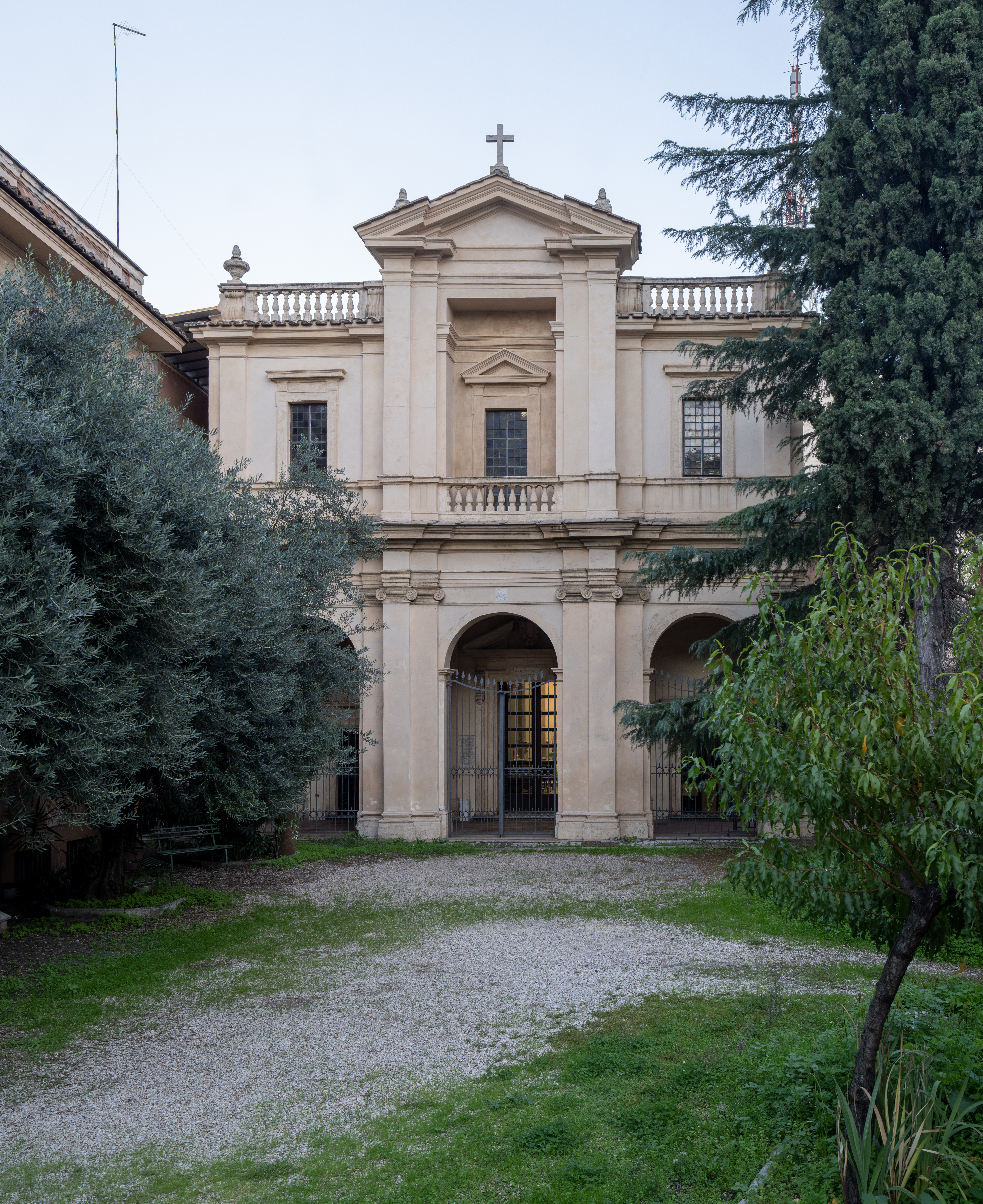
Façade

Santa Bibiana is een kleine rooms-katholieke kerk in barokstijl in Rome, gewijd aan de heilige Viviane. De kerkgevel is ontworpen en gebouwd door Gian Lorenzo Bernini, die ook een sculptuur produceerde van de heilige met het palmblad van martelaren.

## Afbeeldingen

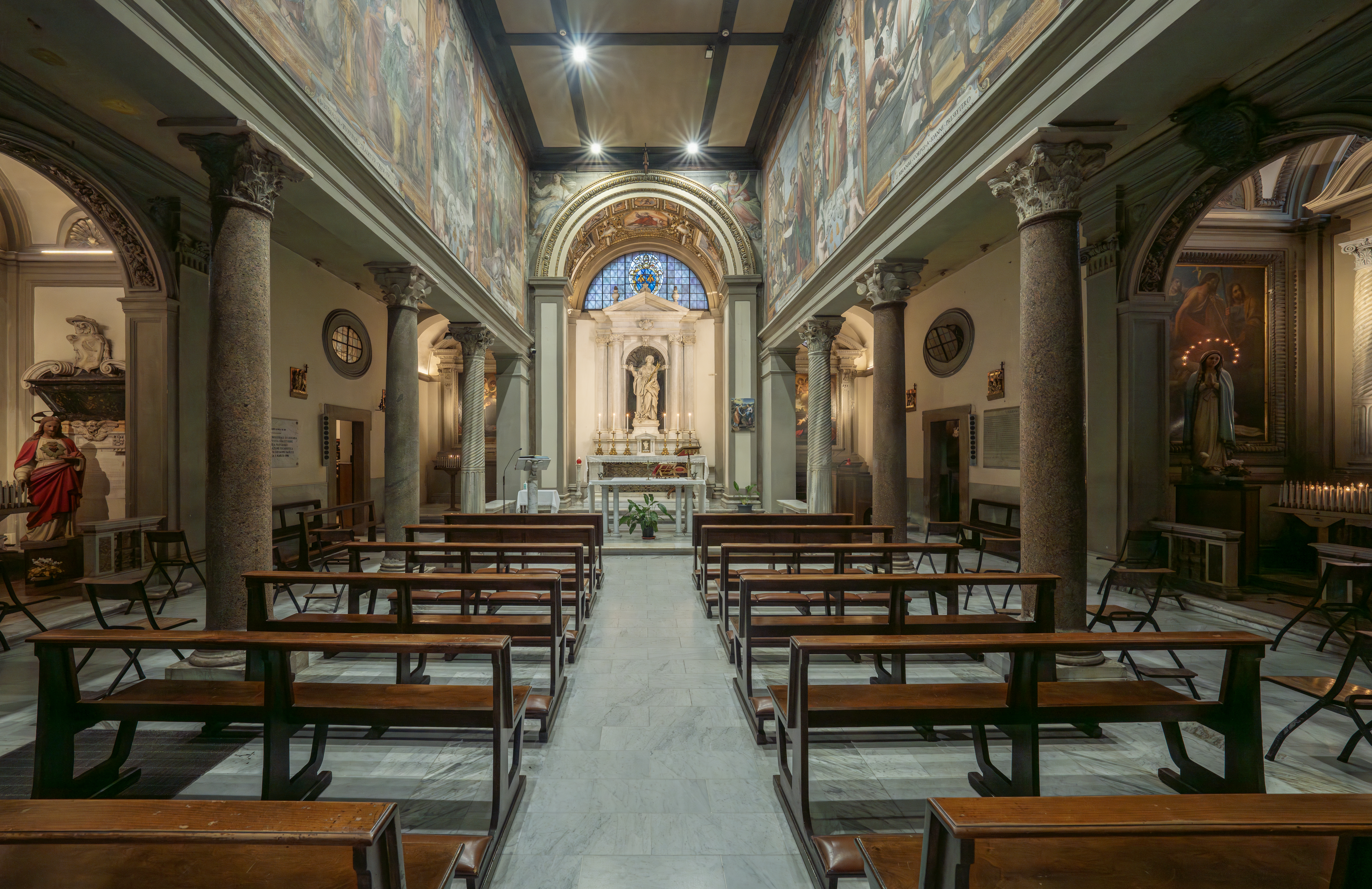
Interieur
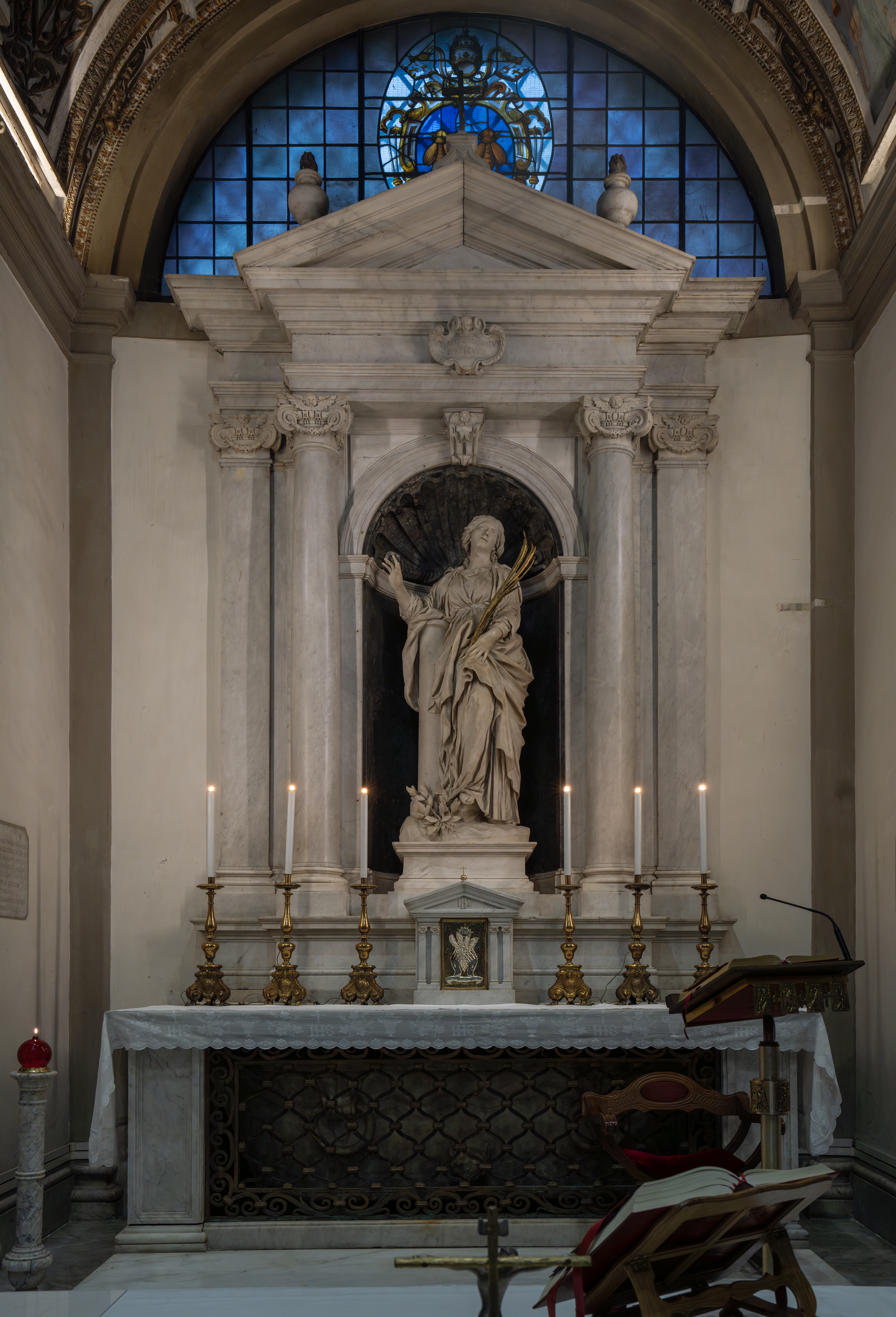
Sculptuur van Viviane door Gian Lorenzo Bernini
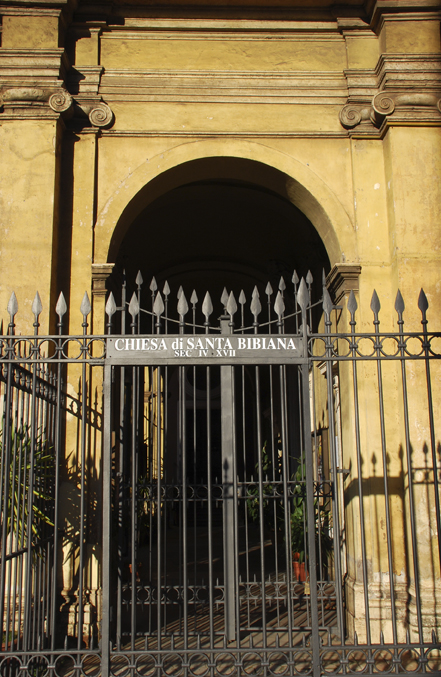
Poort aan de voorkant